# Шевченкове (Вінницький район)
Шевче́нкове — село в Україні, у Іллінецькій міській громаді Вінницького району Вінницької області.

## Історія
12 червня 2020 року, відповідно до розпорядження Кабінету Міністрів України № 707-р «Про визначення адміністративних центрів та затвердження територій територіальних громад Вінницької області» село увійшло до складу Іллінецької міської громади.
19 липня 2020 року, в результаті адміністративно-територіальної реформи та ліквідації Іллінецького району, село увійшло до складу Вінницького району.

## Символіка
Затверджена 18 липня 2018 р. рішенням № 646 XXXIV сесії міської ради VIII скликання. Автори — Ю. І. Весна, К. М. Богатов, В. М. Напиткін.

### Герб
У срібному щиті червоне полум'я, оточене шістьма червоними мушлями. Герб вписаний в золотий декоративний картуш і увінчаний золотою сільською короною. Унизу картуша напис «ШЕВЧЕНКОВЕ».
Герб означає історичний промисел жителів села — випалювання вапняку.

### Прапор
Біле квадратне полотнище, в центрі якого червоне полум'я, оточене шістьма червоними мушлями.

## Галерея

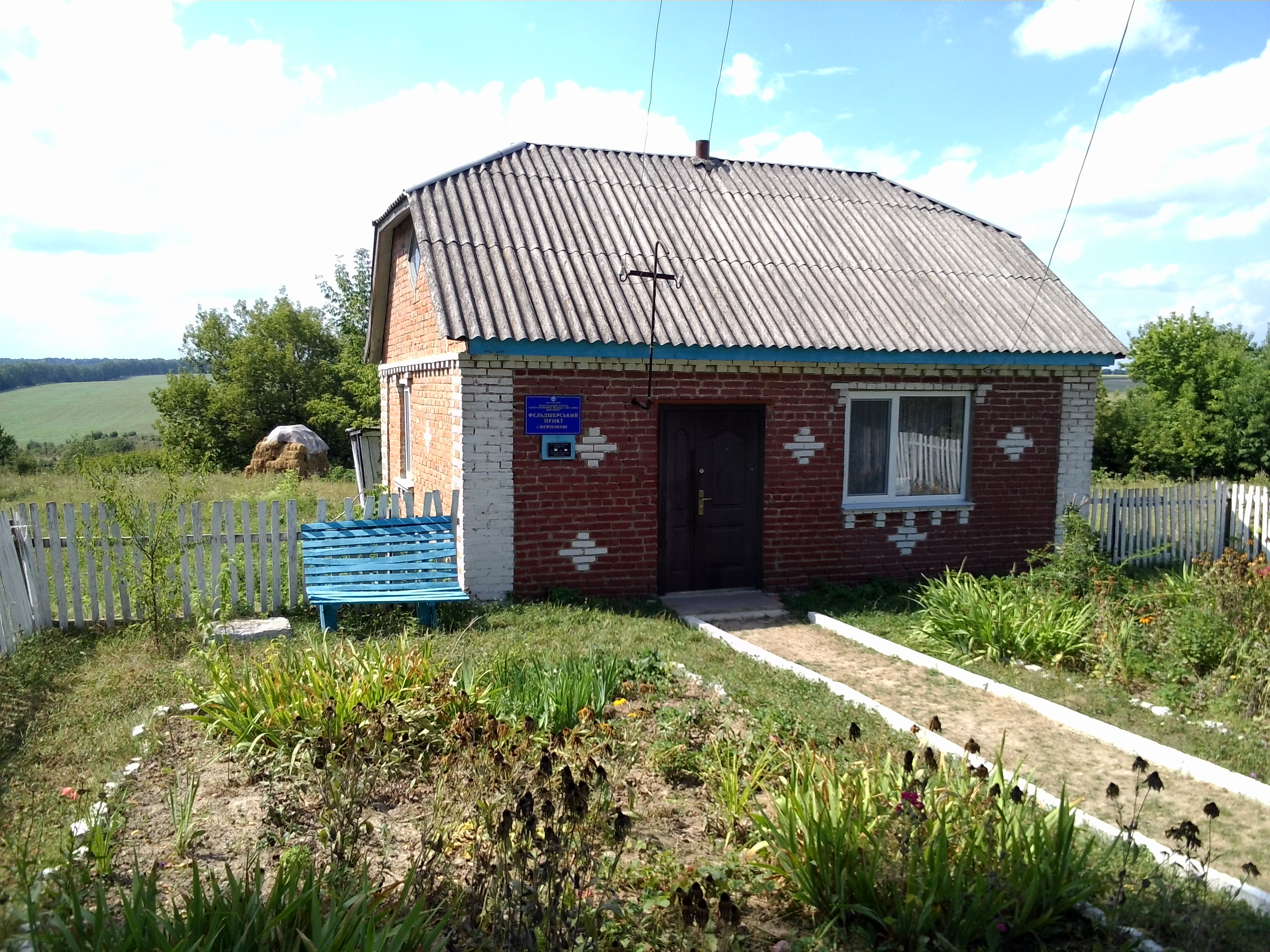
Фельдшерський пункт
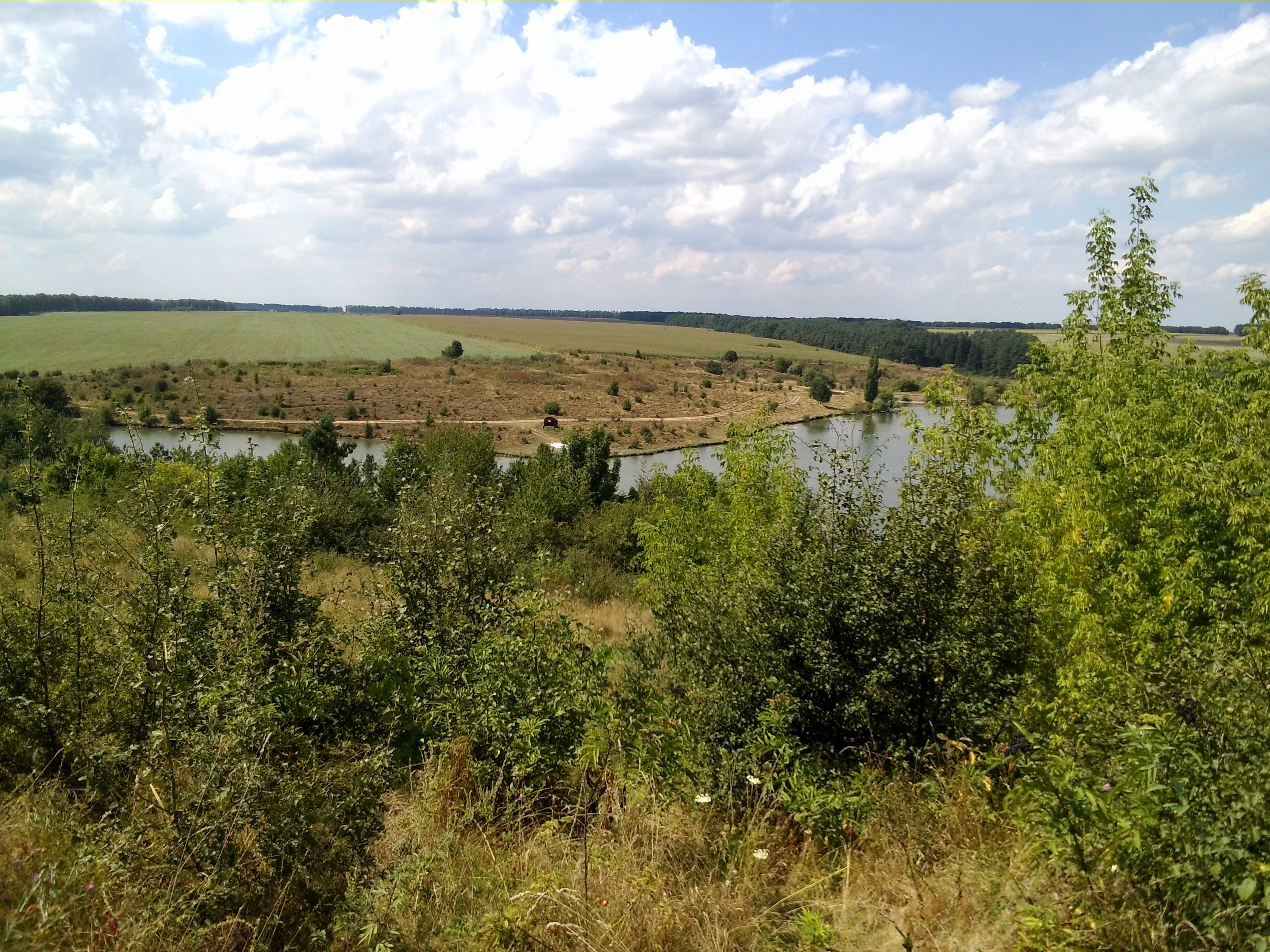
Краєвид
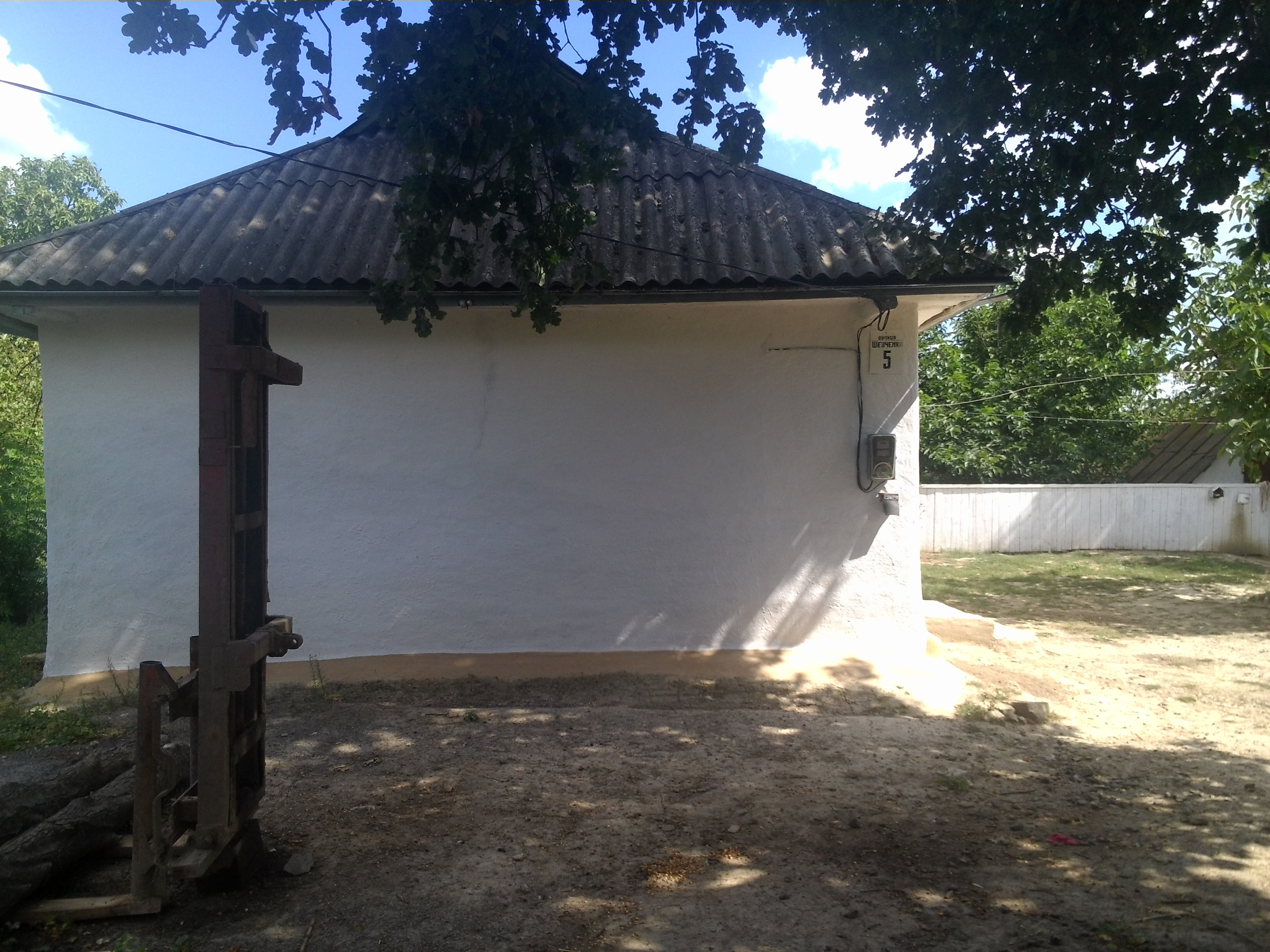
Садиба по вулиці Шевченка
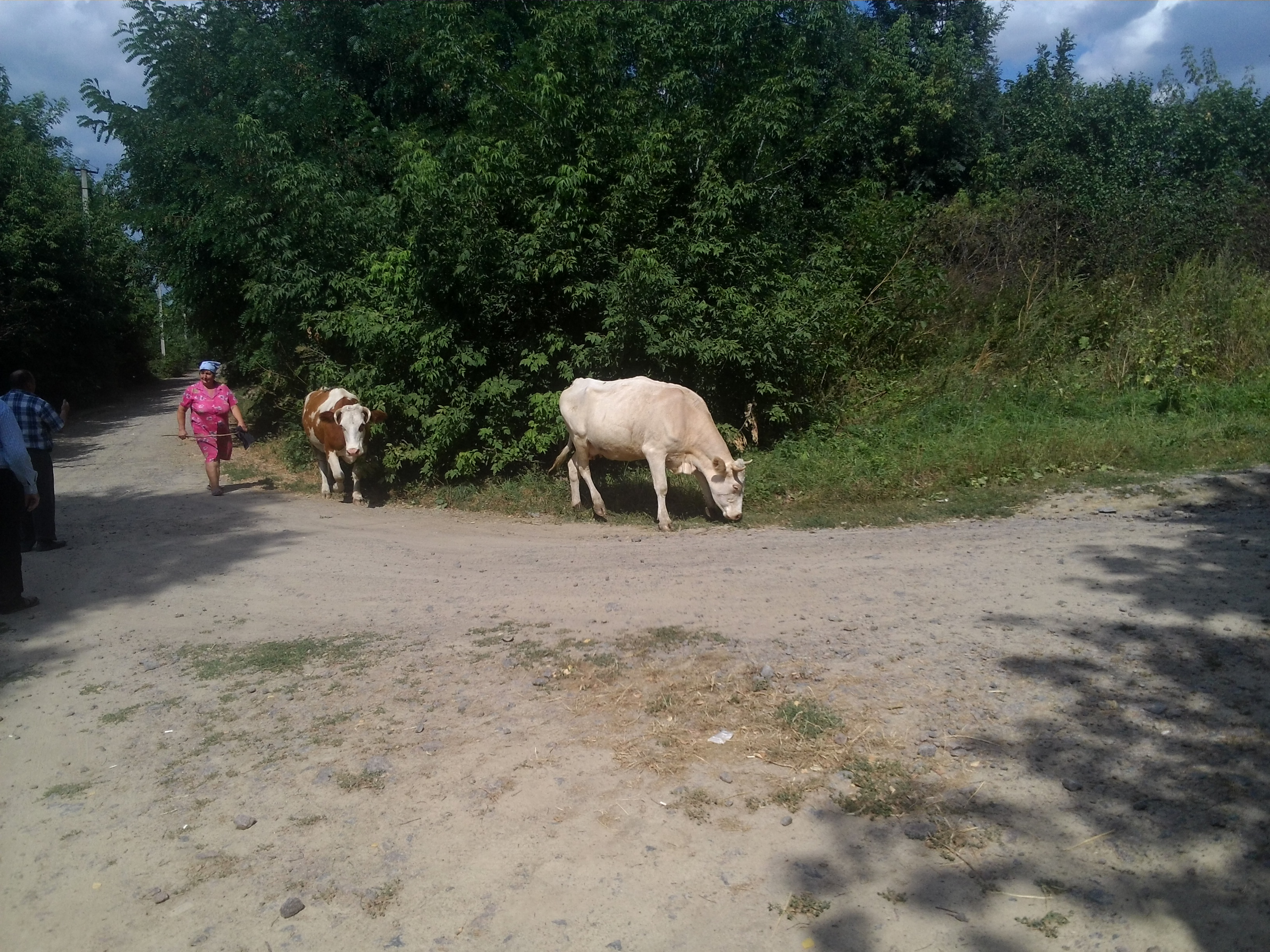
Сільське життя
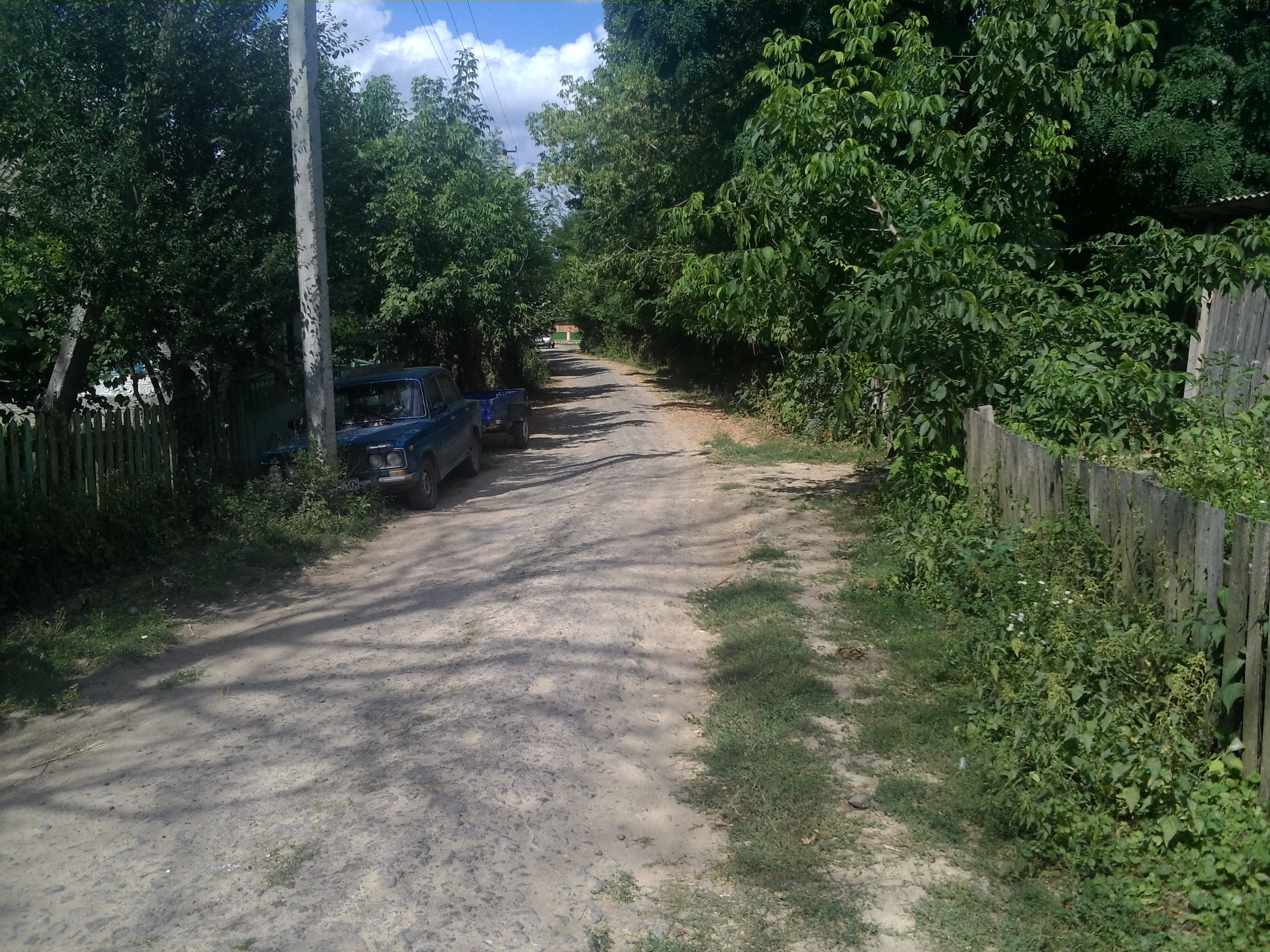
Сільська вулиця
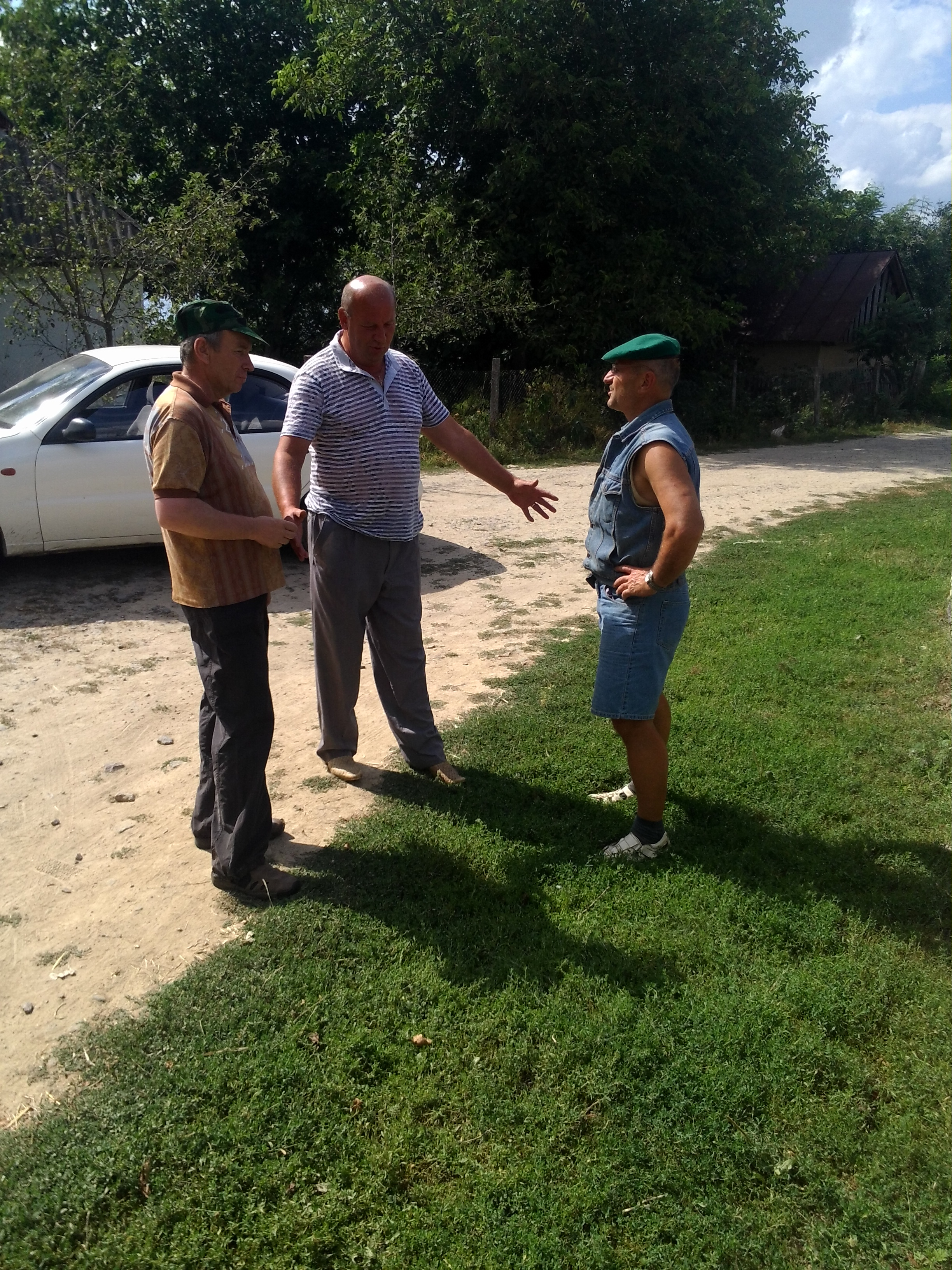
Розмова із Станіславом Євгеновичем Куровським (у центрі)
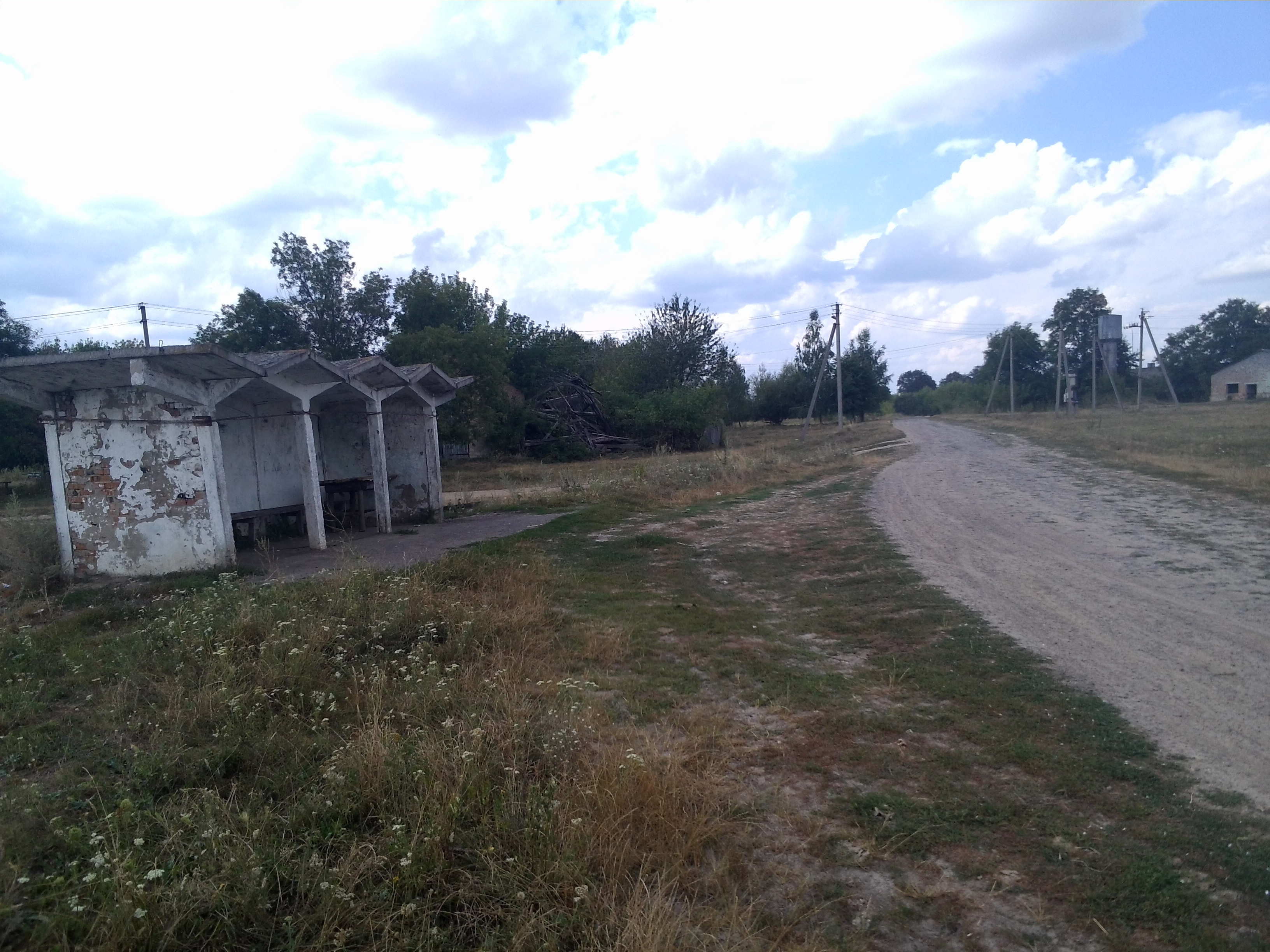
Автобусна зупинка